# British Rail Class 377
British Rail Class 377 — британський електропоїзд, із серії Bombardier Electrostar. 
Було створено кілька різновидів цього електропоїзда, деякі з яких двосистемні, тому цей поїзд є найпоширенішим із побудованих після приватизації.

## Опис
Конструкція заснована на інших електропоїздах серії Electrostar. 
Всі потяги оснащені нижнім струмознімачом для роботи на лініях 750В постійного струму (цей тип електрифікації характерний тільки для ліній південного регіону 
.
Закруглений перетин борту дозволяє проходити вузькі тунелі на лініях південного регіону.

## Експлуатація
В 2001 році частина маршрутів південного регіону була придбана групою компаній Govia, завданням нового оператора стало покращення ситуації — попередній оператор Connex отримував численні скарги пасажирів. 
Необхідно було терміново оновлювати рухомий потяг, оскільки в експлуатації ще знаходилися електропоїзди Slam-doors. 
Перший склад Class 377 був перероблений із Class 375 в 2001-му році. 
В 2002 році були поставлені Class 377, створені «з нуля». 
Експлуатація з пасажирами затримувалася з технічних причин, почалася лише у травні 2003 року. 
У тому ж році завершилося постачання перших двох партій - одна для South Central, інша для First Capital Connect. 
Подальші поставки також були для цих компаній (оператор South Central перейменували на Southern). 
Експлуатація ведеться на лініях південного регіону, а двосистемні варіанти електропоїздів також працюють на лінії Thameslink. 
В 2005 році старий рухомий склад Slam-doors був повністю замінений.
| Серія       | Оператор   | Кількість | Рік будівництва | Вагонів у потязі | Номера вагонів | Примітки                    |
| ----------- | ---------- | --------- | --------------- | ---------------- | -------------- | --------------------------- |
| Class 377/1 | Southern   | 64        | 2002–2003       | 4                | 377101-164     | Живлення від третьої рейки. |
| Class 377/2 | Southern   | 6         | 2003–2004       | 4                | 377201-206     | Подвійне живлення           |
| Class 377/2 | Thameslink | 9         | 2003–2004       | 4                | 377207-215     | Подвійне живлення           |
| Class 377/3 | Southern   | 28        | 2001–2002       | 3                | 377301-328     | Живлення від третьої рейки. |
| Class 377/4 | Southern   | 75        | 2004–2005       | 4                | 377401-475     | Живлення від третьої рейки. |
| Class 377/5 | Thameslink | 23        | 2008–2009       | 4                | 377501-523     | Подвійне живлення           |
| Class 377/6 | Southern   | 34        | 2012-2014       | 5                | 377601-626     | Живлення від третьої рейки. |
| Class 377/7 | Southern   | 8         | 2014            | 5                | 377701-708     | Подвійне живлення           |

## Маршрути, на яких використовується

### Southern
- Brighton Main Line[en]: з Лондона до Брайтона, Хоршем, Рейгейт, Тонбрідж, Істборн, Ор, Портсмут, Саутгемптон, Літлгемптон і Богнор Регіс
- East Coastway Line[en]: з Брайтона в Істборн, Гастінгс та Ор
- West Coastway Line[en]: з Брайтона в Портсмут, Літлгемптон, Богнор-Ріджіс і Саутгемптон
- Західнолондонська лінія: з Іст-Кройдону до Мілтон-Кінс
- Oxted Line[en]: з Лондона до Іст-Грінстед

### Thameslink
- Thameslink: Брайтон - Аеропорт Гатвік - Лондон - Лутон - Бедфорд; з Бедфорд до Ешфорд/Рочестер в годину пік